# Videothek

Videothek im Hamburger Kiez

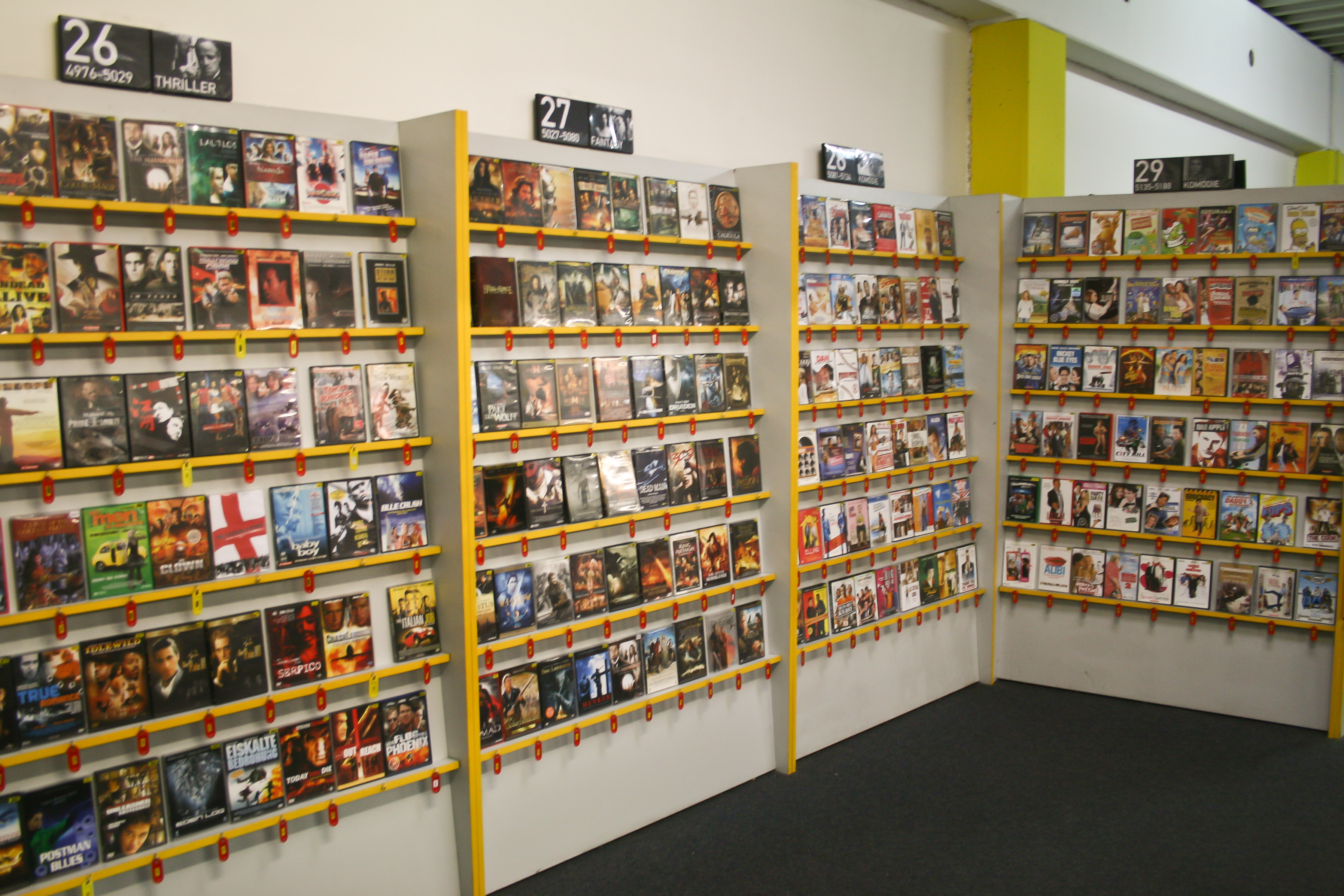
Innenraum einer Videothek

Eine Videothek ist, analog zu einer Bibliothek, ein Geschäftsbetrieb, in dem Filme bzw. Datenträger gesammelt, archiviert und dem Kunden zugänglich gemacht werden. Videotheken sind fast ausschließlich privatwirtschaftliche gewerbliche Betriebe, in denen die Ausleihe von Spielfilmen, PC- und Konsolenspielen und vergleichbaren Titeln gegen Gebühr möglich ist.
Der Name leitet sich vom ursprünglichen Kerngeschäft, dem Verleih von Videofilmen her. Da inzwischen auch andere Medien verliehen werden, hat sich, zumindest bei der Industrie und im Handel selbst, der Begriff Mediathek etabliert, während der Volksmund eher weiter am gewohnten Begriff Videothek festhält. Die Ausleihe der Datenträger erfolgt in der Regel als Vermietung, da im juristischen Sinne eine Leihe unentgeltlich erfolgt.
Die Videotheken erlebten ab den 1980er Jahren mit dem Aufkommen der Videokassette und später der DVD eine Blütezeit. Im 21. Jahrhundert war die Branche infolge des Aufkommens von Streamingdiensten im raschen Niedergang begriffen. Von den in den 1990er Jahren noch über 9,000 Videotheken in Deutschland blieb Anfang 2025 noch eine geschätzt zweistellige Zahl übrig, und der deutsche Branchenverband IVD löste sich um 2024 auf.

## Arten von Videotheken

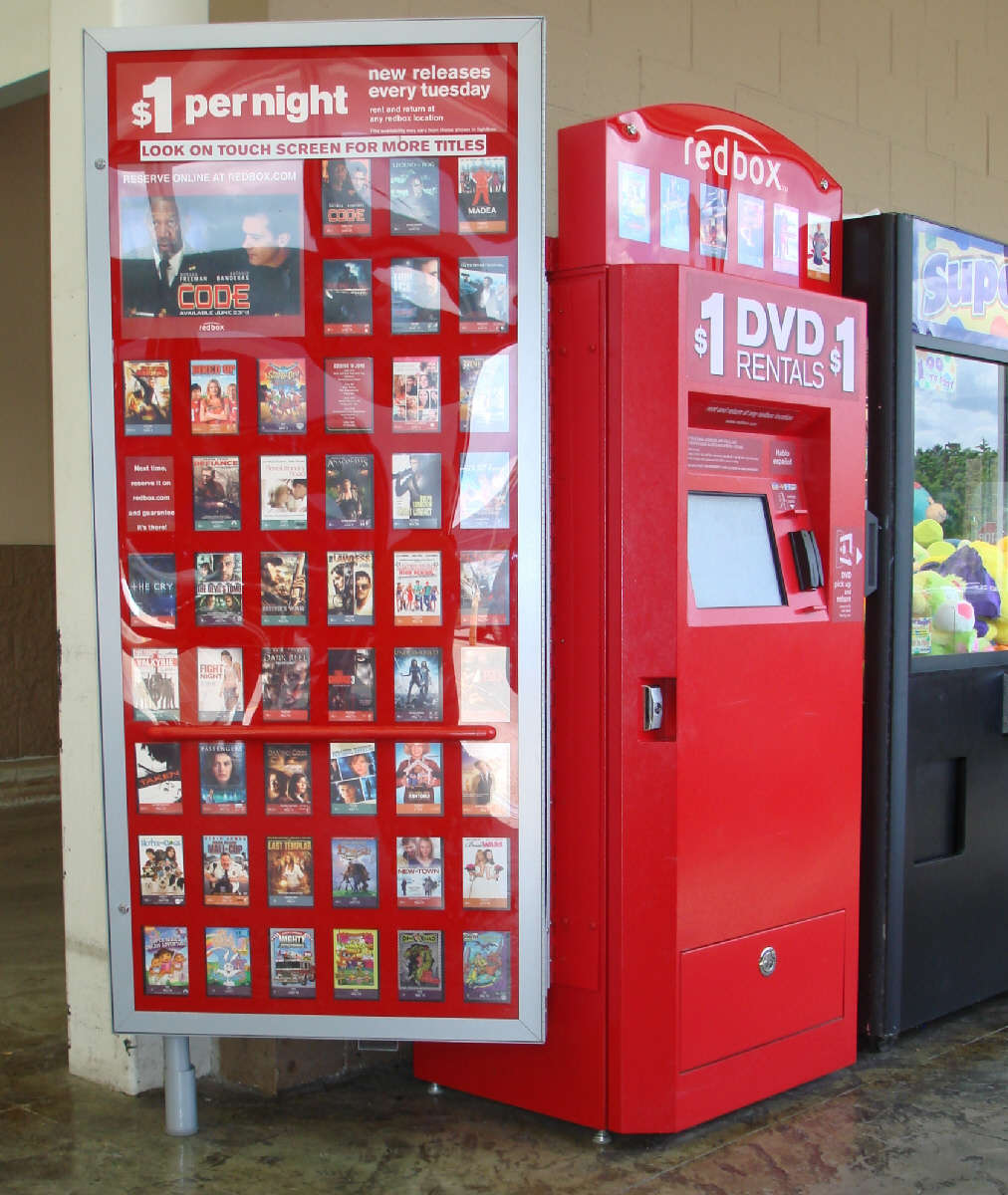
In den Vereinigten Staaten sind Automatenvideotheken wie Redbox verbreitet

Traditionell unterscheidet man drei Arten von kommerziellen Videotheken:
- Die Familienvideothek mit unbeschränktem Zutritt, weil keine indizierten Medien dem Kunden zugänglich sind
- Die Erwachsenenvideothek mit beschränktem Zutritt ab 18 Jahren, weil auch indizierte Medien dem Kunden zugänglich sind
- Die Kombivideothek, eine Kombination aus Familienvideothek und Erwachsenenvideothek, idealtypisch mit voneinander getrennten Räumlichkeiten, getrennten Kassen und getrennten Eingängen, oder einer doppeltürigen „Schleuse“ zwischen den verschiedenen Bereichen. Bei kleineren Videotheken, z. B. im ländlichen Raum, wurde der Erwachsenenbereich zumindest in der Anfangsphase oftmals lediglich durch einen Vorhang und entsprechende Beschriftung, z. B. „Zugang nur für Erwachsene“ o. ä. abgetrennt, wobei eine lückenlose Zugangskontrolle so kaum möglich war.[2]

Neben den klassischen, in Geschäftsräumen angesiedelten Videotheken etablierten sich weitere Formen der Medienausleihe:
- Versandvideotheken oder Onlinevideotheken, die sich mit der Verbreitung des Internets etablieren konnten. Dort werden Filme online bestellt und auf dem Postweg zugestellt.
- Automatenvideotheken, bei denen man, unabhängig von Öffnungszeiten, Filme aus einem Automaten entleihen kann
- Programmvideotheken, die sich durch ein besonders umfangreiches Sortiment an künstlerischen Filmen auszeichnet. Einige davon haben sich zu einem Arbeitskreis formiert und machen mit dem Begriff Cinethek-Videoarchiv auf sich aufmerksam.
- Videotaxibetriebe, bei denen man telefonisch Filme bestellen kann, die durch einen Lieferservice zum Kunden gebracht werden.
- „virtuelle Videotheken“ von Bezahlfernsehsendern, IPTV-Anbietern und Streamingportalen, die den Filmzugriff durch Video on Demand (VoD) oder Pay-per-View (PPV) realisieren.

## Geschichte

### Anfänge und Blütezeit

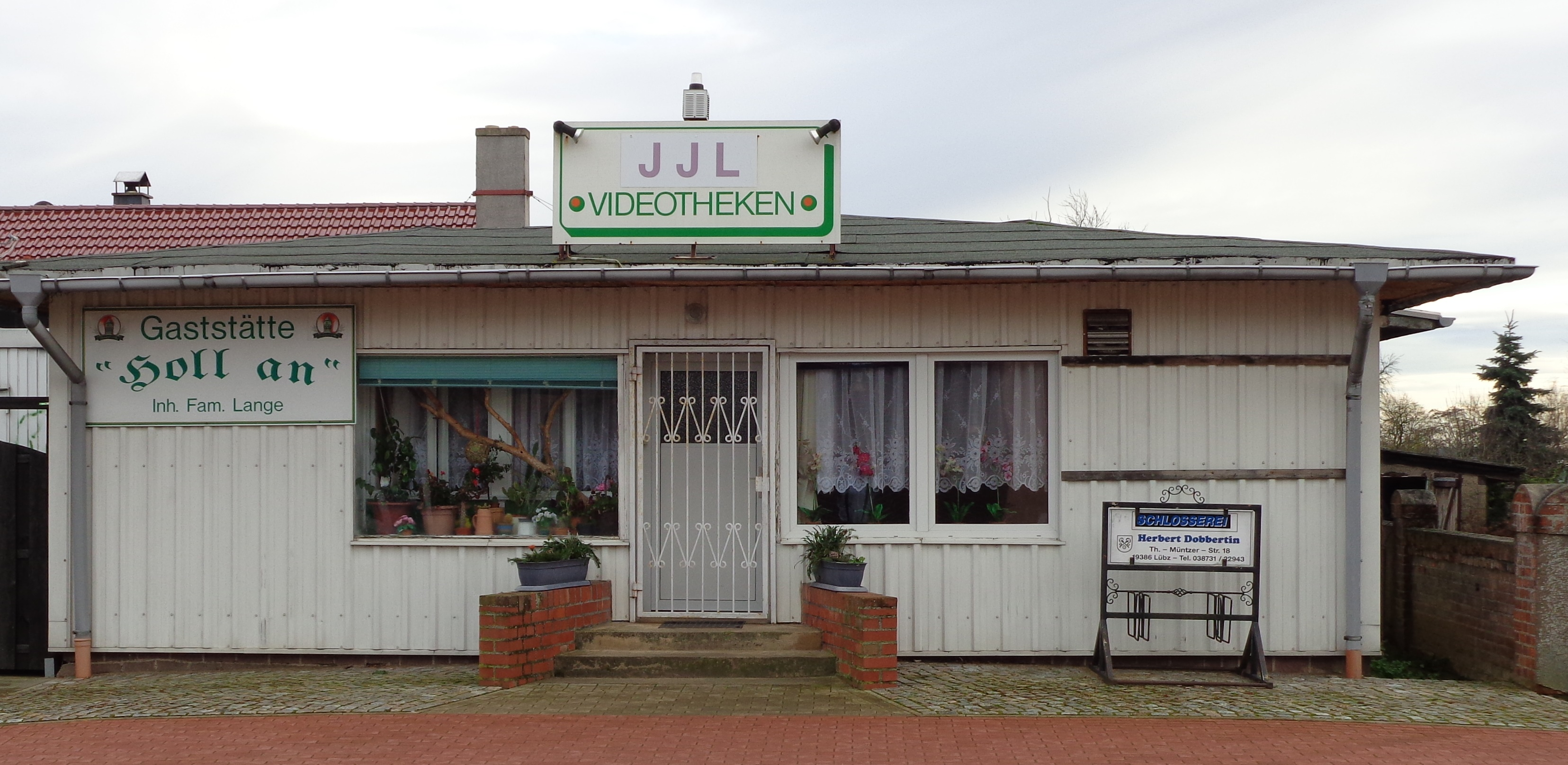
Videothek in einem mecklenburgischen Dorf (2014)

Die laut Guinness-Buch der Rekorde älteste Videothek der Welt gibt es in Kassel. Sie wurde 1975 von Eckhard Baum eröffnet, Ende 1980 waren es bereits etwa eintausend. Im Herbst des Jahres 1977 eröffnete George Atkinson in Los Angeles den ersten Videoverleih in den USA. Ein Film auf Videokassette kostete dort zu diesem Zeitpunkt etwa 50 Dollar und wurde von Atkinson für 10 Dollar verliehen.
Im Frühjahr 1982 brachten die großen amerikanischen Filmverleihe auch ihre A- und B-Filme auf Kassetten in den Handel, wodurch das Angebot erheblich vergrößert wurde. 1983 standen in der Bundesrepublik 3.664 Kinos mit 125 Millionen Besuchern nicht weniger als 4.850 Videotheken mit 128 Millionen entliehenen Videos gegenüber. Damit hatte sich der Videomarkt binnen kürzester Zeit im Mediengefüge etabliert. Es dominierte der Verleih, Kaufkassetten blieben in der ersten Hälfte der 1980er Jahre die Ausnahme.
Mit dem Videomarkt etablierte sich ein ökonomischer Faktor, der die Produktion und Distribution von Filmen entscheidend veränderte. Zudem wurde der Konsument hinsichtlich Filmauswahl, Zeit und Ort autonom.
Während die ersten lizenzierten Verleihkassetten in Deutschland noch bis zu 300 D-Mark kosteten, sind heutzutage rund 50 Euro für eine DVD oder Blu-Ray mit Verleihrecht und einem so genannten Verleihfenster (das variiert je nach Verleihfirma von einer Woche bis maximal drei Monate vor dem regulären Verkaufsstart) die Obergrenze. Als Direktvermarktung bezeichnet man dagegen die Filme, deren Verkaufs- und Verleihversionen gleichzeitig veröffentlicht werden, wobei dann die Verleihlizenzkosten mit einem Aufschlag von etwa 50 Prozent zu Buche schlagen.

### Niedergang ab den 2000er Jahren
Diverse neuartige Zugriffsmöglichkeiten wie Online-Ausleihe und Streaming und die steigende Zunahme von kursierenden Schwarzkopien haben seit Beginn des Jahres 2003 dazu geführt, dass die „Videothek um die Ecke“ nahezu ausgestorben ist. Auch mögliche Nachwirkungen der kostenintensiven Umstellung von VHS auf DVD Ende der 1990er Jahre werden als Grund für die Krise angeführt. Als Konsequenz haben viele Videothekenbetriebe ihren Geschäftsbetrieb eingestellt.
Die Zahl der Kunden, die sich Filmdatenträger ausleihen, hat sich nach Angaben der GfK in Deutschland von 14,5 Mio. im Jahr 2000 auf 6,9 Mio. im Jahr 2010 halbiert. Seit 2009 gibt es einen Zuwachs im digitalen Leihmarkt (VoD/PpV/Streaming) auf 1,4 Mio. Kunden im Jahr 2010.
Auf Grund der gestiegenen Konkurrenz durch internetbasierte Streamingdienste musste im September 2010 das börsennotierte Unternehmen Blockbuster, die größte Videothekenkette der Vereinigten Staaten mit 3.000 Filialen in den USA und mehr als 5.000 Filialen weltweit, Insolvenz anmelden. Auch in Deutschland hat sich die Zahl der Videotheken von mehr als 3.000 (plus 1.000 Automatenvideotheken) im Jahr 2007 auf 600 im Jahr 2017 massiv reduziert. Auch hier wird das Streaming als Hauptgrund genannt. Im Jahr 2019 waren es noch 345 Videotheken, 2024 waren es weniger als 50. Einige Videotheken können sich mit einem besonderen Sortiment einen gewissen Kundenkreis erhalten.

## Kritik und Jugendschutz

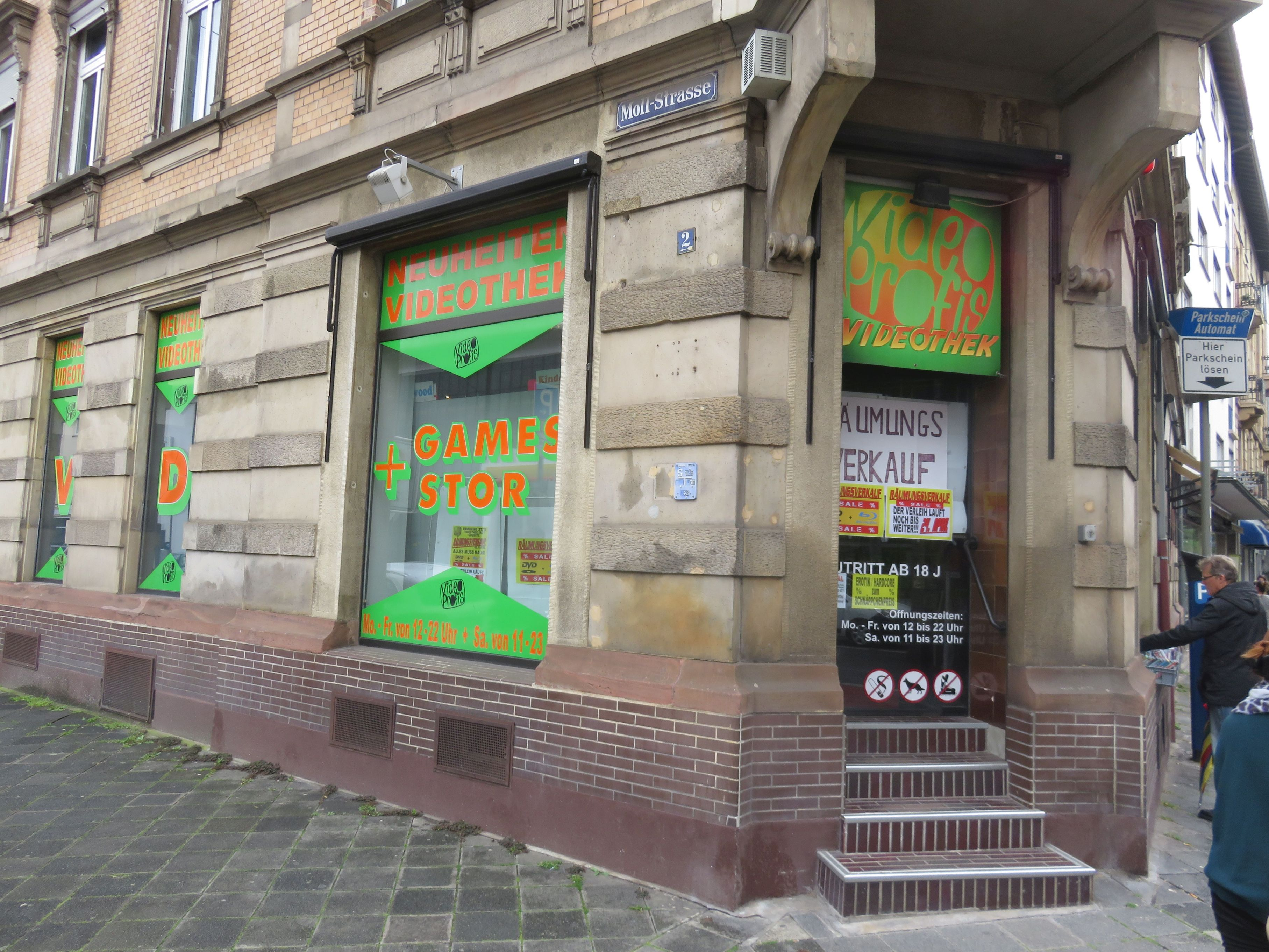
Ehemalige Videothek „Video Profis“ in Mannheim (2019)

Ab Ende 1981 mehrte sich die Kritik von Pädagogen am Umgang Jugendlicher mit Videos. Da die FSK bis dahin nur für öffentliche Filmvorführungen zuständig war, wurden Videokassetten, ehe sie in den Handel kamen, nicht kontrolliert, so dass auch Kinder und Jugendliche ohne größere Probleme an die Videofilme herankamen. Im März 1982 beantragte das Jugendamt Neuss bei der Bundesprüfstelle die Indizierung von 744 Videofilmen. Der Spiegel berichtete erstmals kritisch am 23. August 1982 unter dem Titel Bomben im Regal, nachdem zuvor positive Berichte über die Videotechnik dominiert hatten.
Am 1. März 1984 strahlte das ZDF unter Bezugnahme auf die Angaben einer Videothekarin eine 45-minütige Dokumentation unter dem Titel Mama Papa Zombie aus. Schon zwei Tage danach erschien auf der Titelseite der Bild die Frage Video schuld?. Ein Mörder sollte ein Fan von Horrorfilmen, Kannibalenfilmen und Pornofilmen sein. Der Spiegel brachte am 12. März die Titel-Story Zum Frühstück einen Zombie am Glockenseil, und Die Zeit berichtete am 16. März unter dem Titel Das Blut auf der Kachel über einen grausamen Mord nach dem Vorbild eines Videos. Autor Michael Sontheimer fragte dabei, ob Horrorfilme eine Droge seien. Als Hauptschuldige wurden neben den Filmproduzenten vor allem die Betreiber von Videotheken ausgemacht, daneben auch unverantwortliche Eltern.
Renate Faerber-Husemann schrieb am 1. April 1984 im Deutschen Allgemeinen Sonntagsblatt: „Der Staat muß den Video-Terroristen das Handwerk legen.“ Hans Schueler forderte am 14. Dezember 1984 in der Zeit unter dem Titel Horror frei Haus. Gewalt-Videos müssen verboten werden: „Leute, die mit lustvollen Gewaltdarstellungen Geschäfte machen, sollten den Rauschgifthändlern gleichgestellt werden.“
Schon ab Juni 1983 reichten die großen Videovertriebe ihre Bänder freiwillig bei der FSK ein, deren Arbeitsausschuss von nun an der Ständige Vertreter der Landesjugendbehörden vorsaß. Von der FSK nicht geprüfte Videokassetten durften künftig weder verkauft noch verliehen werden. Ab 1985 wandten sich die Medien von der Videoproblematik wieder ab. Trotzdem wurde ein Wandel in der medialen Kompetenz ausgelöst, die sich mit Einführung des Videos drastisch veränderte. In einem komplexen Wechselspiel zwischen Technik, Konsumenten und Filmen bildete sich eine historisch neuartige Perspektive auf Filme, die den kritischen Diskurs unterlief und schließlich verstummen ließ.
Ähnliche Entwicklungen hinsichtlich einer vermuteten Videogefahr zeigten sich in Schweden 1981, in Großbritannien 1982/83, in Neuseeland Mitte der 1980er Jahre und in Nigeria in den frühen 1990er Jahren.

## Film
- Mehrere Spielfilme handeln ganz oder teilweise in Videotheken, darunter Abgedreht (Originaltitel: Be Kind Rewind, USA 2008, Regie: Michael Gondry) und Clerks - Die Ladenhüter (USA 1994, Regie: Kevin Smith).
- In vielen Spielfilmen sind Videotheken episodisch wichtige Handlungsorte, so zum Beispiel in Last Action Hero (USA 1993, Regie: John McTiernan), in dem die Videothek als komödisch-reflexiver Ort die filmische Realität behandelt.
- Der Kurzfilm Video Welle (BRD 2021, Regie: Yorck Beese) dokumentiert den letzten Tag einer Videothek im Jahr 2018.